# Aphthona pygmaea
Aphthona pygmaea är en skalbaggsart som beskrevs av Kutschera 1861. Aphthona pygmaea ingår i släktet Aphthona, och familjen bladbaggar. Arten har ej påträffats i Sverige.